# Oanh tạc Tokyo
Oanh tạc Tokyo là một loạt các đợt không kích được thực hiện bởi Không lực Hoa Kỳ diễn ra trên mặt trận Thái Bình Dương trong Thế chiến II và đây là một trong những trận ném bom tàn phá khủng khiếp nhất trong lịch sử.

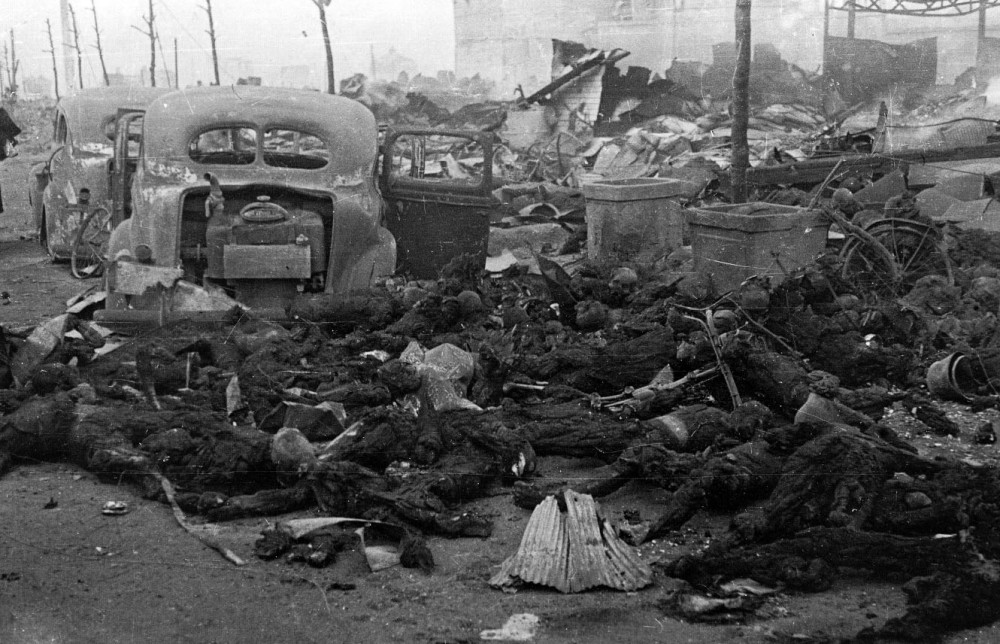
Tàn tích sau trận ném bom

## Trận không kích Doolittle

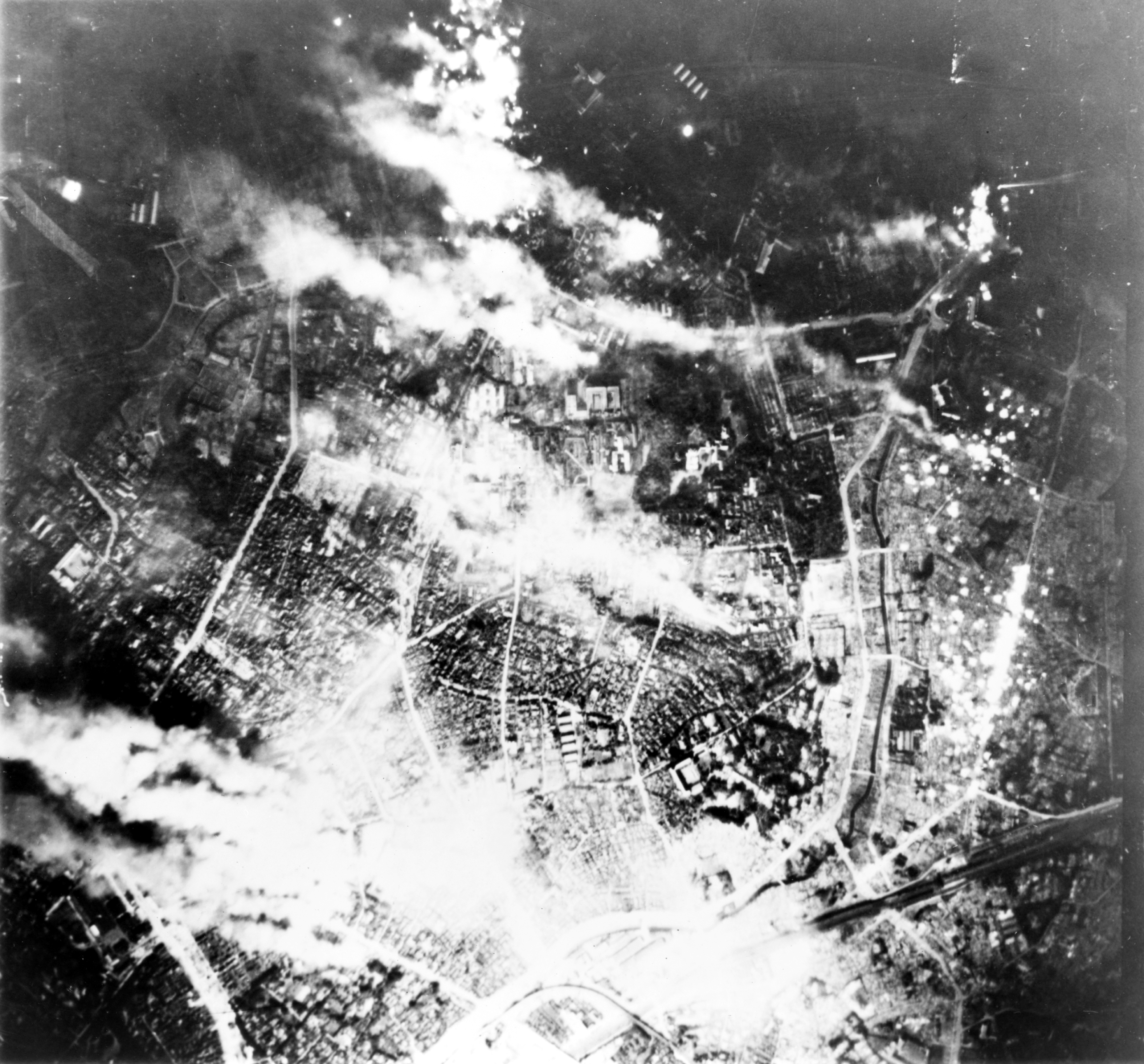
Thành phố Tokyo chìm trong biển lửa sau một đợt ném bom của các máy bay B-29, ngày 26 tháng 5 năm 1945

Ngày 18 tháng 4 năm 1942, trận không kích đầu tiên được thực hiện nhắm vào Tokyo là Trận không kích Doolittle diễn ra, 16 máy bay B-25 Mitchell xuất phát từ tàu USS Hornet tấn công các mục tiêu bao gồm cả Yokohama và Tokyo rồi sau đó hạ cánh tại các sân bay ở Trung Quốc. Mặc dù đợt không kích không gây thiệt hại cho tiềm lực quân sự của Nhật Bản nhưng đây là một thắng lợi về mặt tuyên truyền của Hoa Kỳ. Khi mà lần đầu tiên các máy bay ném bom Mĩ có thể tấn công ngay vào chính quốc Nhật Bản. Vì kế hoạch ném bom chưa được hoạch định hoàn tất trong trận không kích này, không máy bay nào trở về được căn cứ, tất cả đều bị rơi hay phải hạ cánh khẩn cấp (ngoại trừ một máy bay đã hạ cánh thành công bên trong lãnh thổ Liên bang Xô-Viết, sau đó bị giam giữ và được bí mật hồi hương). Hai phi hành đoàn còn lại bị bắt làm tù binh.

## Nhiệm vụ các máy bay B-29

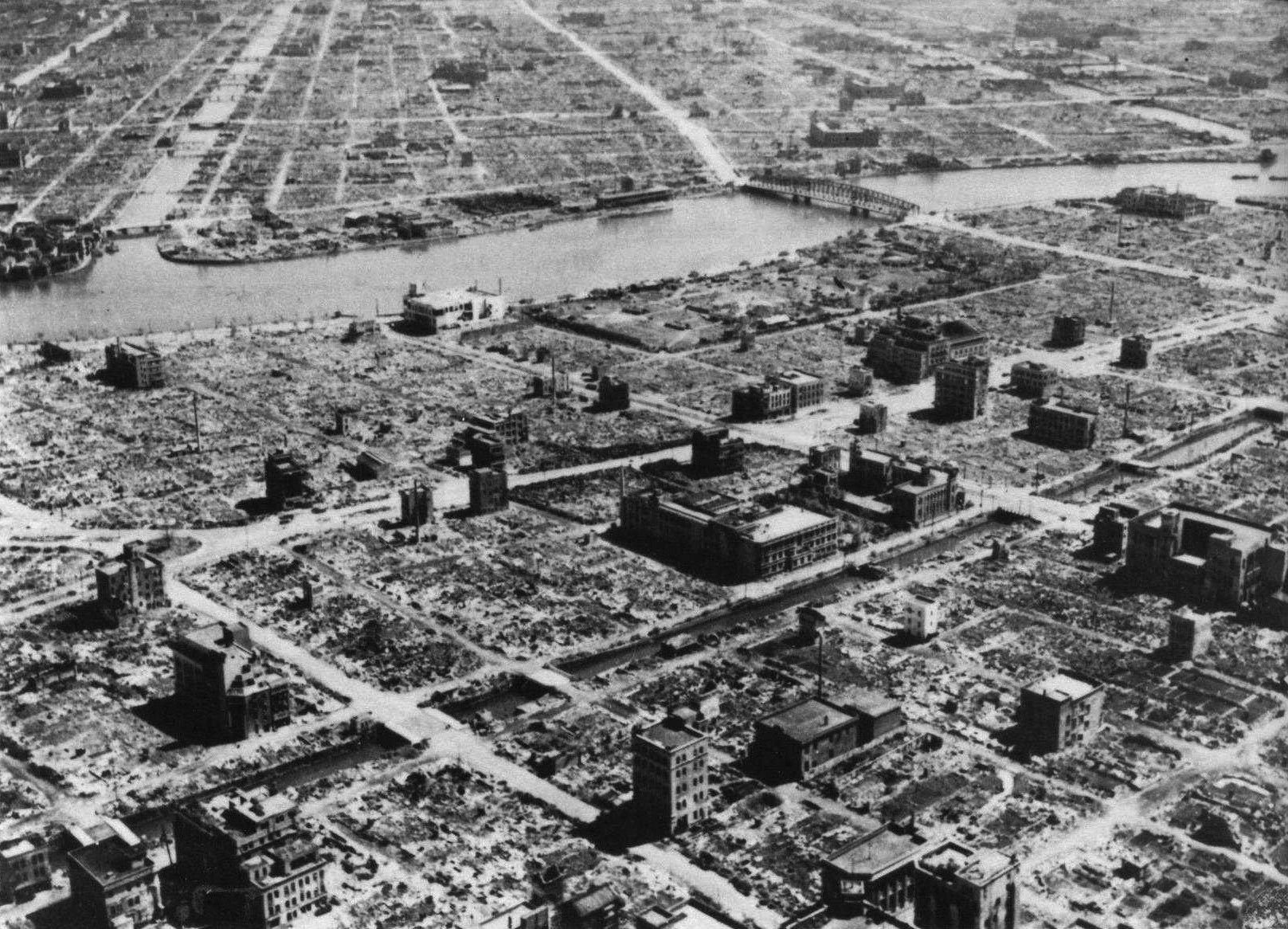
Một khu dân cư bị phá hủy gần như hoàn toàn.

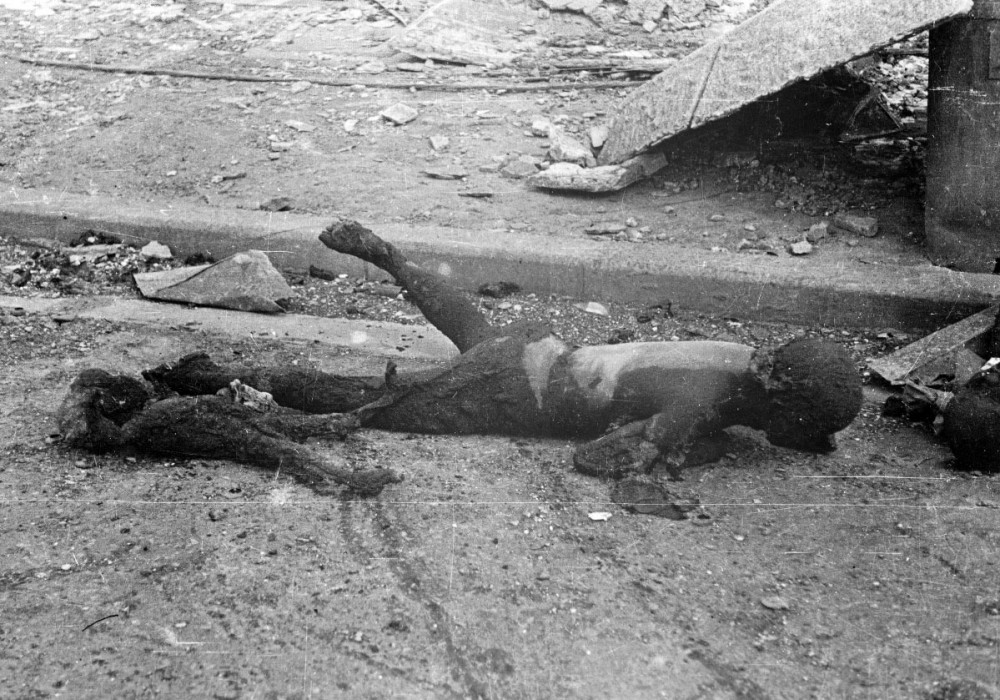
Một người mẹ đang địu con trên lưng khi cuộc không kích diễn ra, phần lưng sau đó không bị cháy xém.

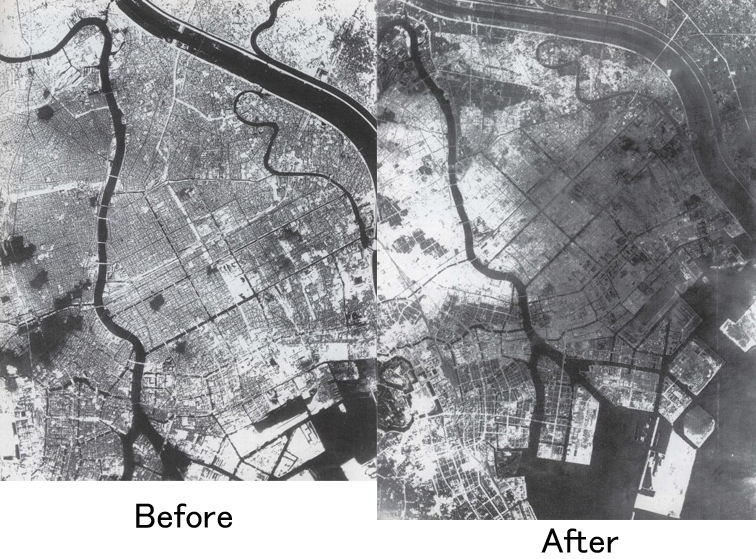

Chìa khóa thành công của chiến dịch là các máy bay B-29, với tầm bay lên đến 3.250 hải lý (6.019 km); 90% lượng bom được thả xuống nước Nhật là được thực hiện bởi loại máy bay này. Những đợt không kích ban đầu là do không lực 20 đảm nhiệm, cất cánh từ các sân bay ở Trung Quốc trong Chiến dịch Matterhorn dưới quyền của đơn vị chỉ huy và điều phối ném bom XX Bomber Command. Tiếp sau đó, những chiếc B-29 cũng hoạt động dưới quyền XXI Bomber Command từ căn cứ ở quần đảo Bắc Mariana tháng 11 năm 1944. Sau chiến dịch Matterhoren các máy bay B-29 của đơn vị XX Bomber Command chuyển sang hoạt động trong đơn vị XXI Bomber Command ở căn cứ không quân Guam mùa Xuân 1945.
Trong phi vụ đầu tiên của chiến dịch, 174 máy bay B-29 sử dụng chiến thuật bay tầm thấp và mang theo bom cháy thả xuống Tokyo vào đêm ngày 24–25 tháng 1 năm 1945 gây phá hủy một vùng rộng 3 km².
Nhằm mục đích tăng bán kính phá hủy cũng như thiệt hại cho người Nhật, Không quân Hoa Kỳ đã thay đổi chiến lược ném bom. Trong đợt tiếp theo, đã có 335 máy bay B-29 cất cánh vào đêm ngày 9–10 tháng 3 năm 1945, 279 máy bay trong số đó đã thả xuống Tokyo khoảng 1.700 tấn bom, với tổn thất là 14 chiếc B-29. Xấp xỉ một diện tích rộng 16 dặm vuông (41 km²) bị tàn phá và khoảng 100.000 người được ước tính đã chết ngay lập tức trong biển lửa, hơn cả con số thương vong do bom Hạt nhân gây ra ở Hiroshima hay Nagasaki. Theo Cơ quan Khảo sát Ném bom Chiến lược Hoa Kỳ đã ước tính, con số bao gồm 88.000 người chết trong đợt này, 41.000 người bị thương, và hơn một triệu cư dân mất nhà cửa. Về phía Sở cứu hỏa Tokyo ước tính con số thiệt hại cao hơn: 97.000 người chết và 125.000 bị thương. Còn theo ước tính của Sở cảnh sát Thủ đô Tokyo thì 124.711 người thương vong bao gồm chết và bị thương và tổng cộng 286.358 tòa nhà bị phá hủy. Tuy nhiên nhà sử học Richard Rhodes cho rằng số người tử vong vượt quá con số 100.000, và số người bị thương trong khoảng một triệu cùng với số nhà bị phá hủy cũng là một triệu. Những ước tính về thiệt hại đã bị hạ thấp hơn thực tế, nhà báo Mark Selden đã viết trên tờ Japan Focus như sau:
Con số xấp xỉ 100.000 người chết, được đưa ra đồng thời bởi các cơ quan chính quyền Nhật Bản và Hoa Kỳ, cả hai phía trong cuộc chiến đều có những lý do riêng để hạ thấp con số thương vong, đối với tôi dường như con số thực tế đã bị hạ thấp nếu so với mật độ dân số cao của thành phố, điều kiện gió lúc diễn ra chiến dịch cũng như các ghi nhận của những người sống sót. Với mật độ trung bình của Tokyo là 103.000 người một dặm vuông và đạt mức cao nhất là 135.000 người, mật độ dân số cao nhất trên bất cứ thành phố công nghiệp nào khắp thế giới, con số ước tính diện tích tàn phá là 15 dặm vuông (41 km²) Thành phố Tokyo là quá ư là phi lý khi mà những cơn gió dữ dội đã khiến ngọn lửa lan nhanh và hàng ngàn người bị mắt kẹt trong bức tường lửa khi trận ném bom xảy khiến cho họ không thể thoát khỏi đám cháy. Ước tính có đến 1,5 triệu người nằm trong vùng bị bao phủ bởi đám cháy

Nơi bị tàn phá nặng nề nhất trong chiến dịch là khu vực nằm về phía Đông của Hoàng cung Tokyo.
Đến cuối cuộc chiến tranh, hơn 50% diện tích Tokyo đã bị phá hủy.

## Diễn biến
- Ngày 19 tháng 2 năm 1945: 119 máy bay B-29 đánh bom trúng hải cảng và vùng ngoại ô thành phố.
- Ngày 25 tháng 2 năm 1945: 174 máy bay B-29 thả bom cháy, phá hủy gần 28.000 tòa nhà.
- Ngày 4 tháng 3 năm 1945: 159 máy bay B-29 đánh bom trúng vùng ngoại ô[1].
- Ngày 10 tháng 3 năm 1945: 334 máy bay B-29 thả bom cháy phá hủy xấp xỉ 267.000 tòa nhà; tương đương gần 25% thành phố[1] (Chiến dịch Meetinghouse) giết chết 100.000 dân thường.
- Ngày 2 tháng 4 năm 1945: hơn 100 máy bay B-29 đánh bom Nhà máy Sản xuất Máy bay Nakajima.
- Ngày 3 tháng 4 năm 1945: 68 máy bay B-29 đánh bom Nhà máy Sản xuất Máy bay Koizumi và vùng ngoại ô Tokyo.
- Ngày 7 tháng 4 năm 1945: 101 máy bay B-29 đánh bom Nhà máy Sản xuất Máy bay Nakajima.
- Ngày 13 tháng 4 năm 1945: 327 máy bay B-29 đánh bom kho đạn.
- Ngày 15 tháng 4 năm 1945: 109 máy bay B-29 đánh bom trúng vùng ngoại ô.
- Ngày 24 tháng 5 năm 1945: 520 máy bay B-29 đánh bom trúng khu công nghiệp ở vùng ngoại ô phía Nam Hoàng cung Tokyo.
- Ngày 26 tháng 5 năm 1945: 464 máy bay B-29 đánh bom trúng vùng ngoại ô nằm ở phía Nam Hoàng cung Tokyo.
- Ngày 20 tháng 7 năm 1945: 1 máy bay B-29 thả một quả bom bí ngô (một loại vũ khí chiến lược giống như bom hạt nhân) nhưng không trúng Hoàng cung Tokyo[5]
- Ngày 8 tháng 8 năm 1945: khoảng 60 máy bay B-29 đánh bom trúng nhà máy sản xuất máy bay và kho đạn.
- Ngày 10 tháng 8 năm 1945: 70 máy bay B-29 đánh bom trúng một phức hợp kho đạn.

## Các đợt oanh kích khác
Ngoài máy bay B-29, các máy bay ném bom động cơ kép và máy bay cường kích cũng tham gia vào chiến dịch.

## Kết quả

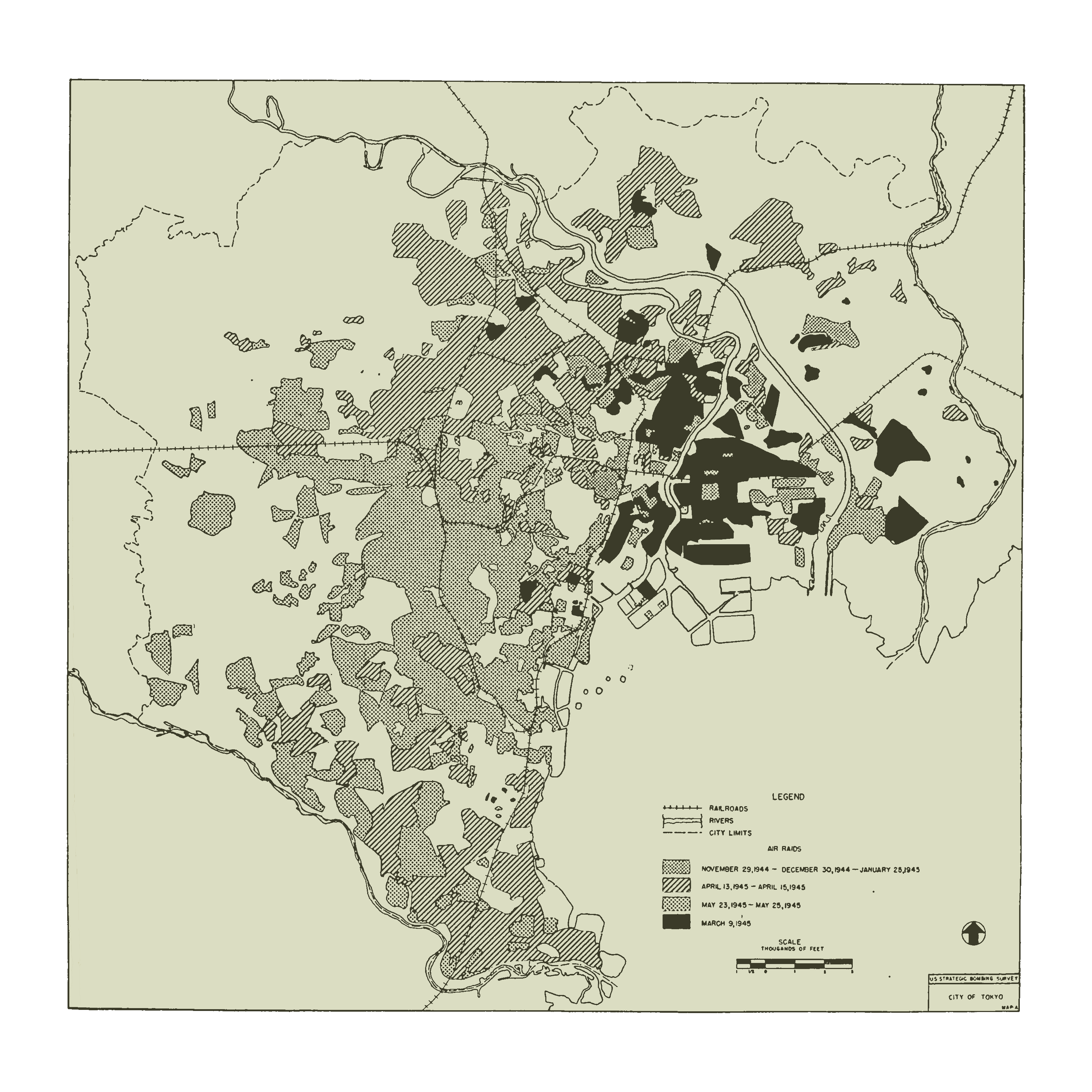
Bản đồ các vị trí bị tàn phá của Thành phố Tokyo do cơ quan khảo sát ném bom chiến lược Hoa Kỳ lập ra

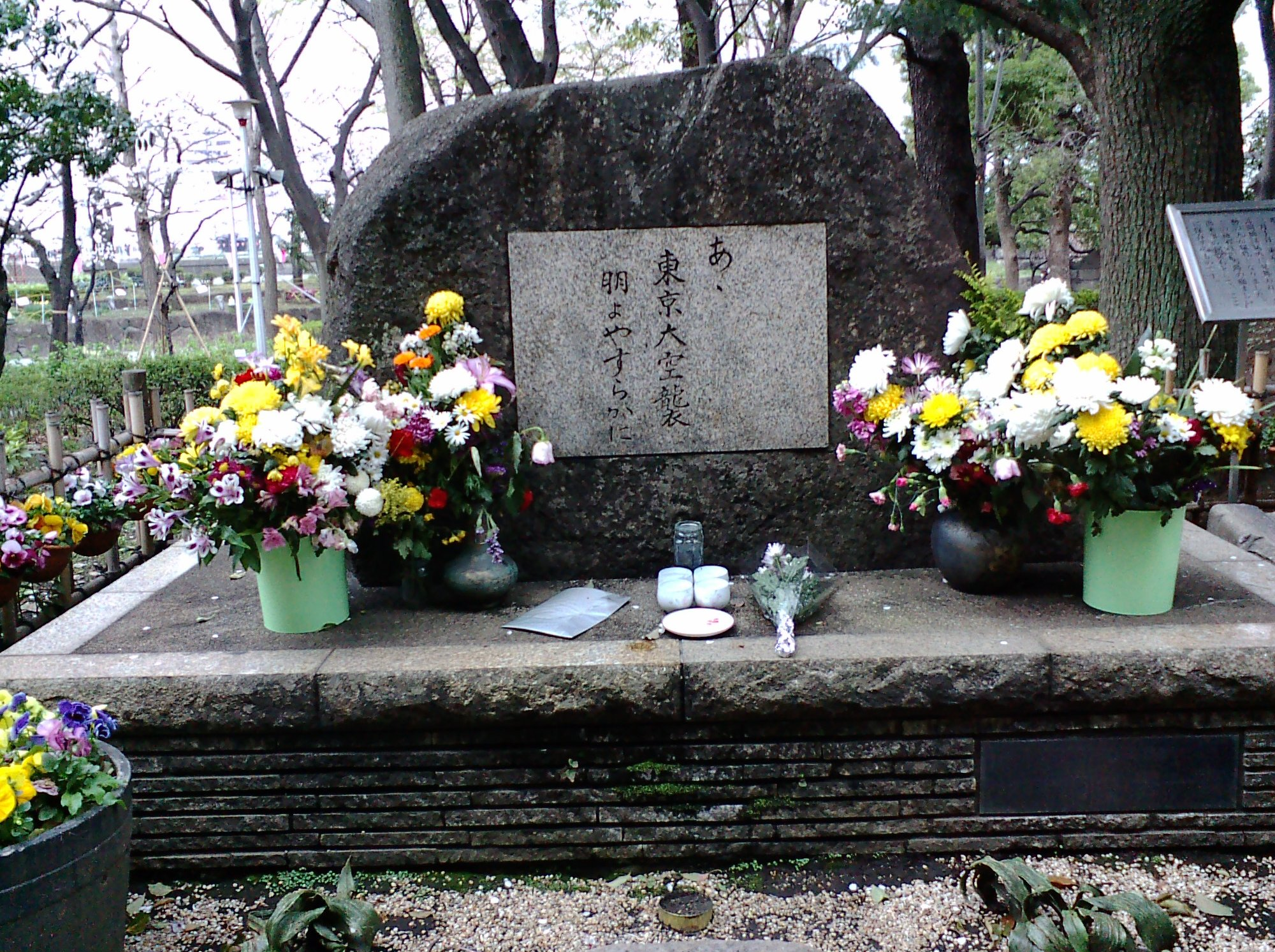
Bia kỷ niệm các nạn nhân trong Trận ném bom Tokyo trong Thế chiến II tại công viên Sumida, Taitō, Tokyo.

Nền công nghiệp nặng của Tokyo không bị tổn thương cho đến khi bắt đầu chiến dịch, kết quả của nó đã làm thiệt hại trầm trọng nền công nghiệp nhẹ của thành phố này. Một bộ phận cấu thành quan trọng của nền sản xuất nước này góp phần tạo ra các thiết bị nhỏ và gia công các phần thiết bị tiêu tốn nhiều thời gian. Việc sử dụng bom cháy cũng đã giết chết nhiều công nhân phục vụ trong công nghiệp quốc phòng hay khiến cho họ bị mất nhà cửa. Hơn một nửa cơ sở công nghiệp của thành phố trong chiến tranh nằm giữa các khu dân cư và các khu thương mại gần đó; do đó mà chiến dịch đã khiến cho sản lượng công nghiệp sụt giảm còn một nửa.
Hoàng cung Tokyo bị vây quanh bởi những khu vực bị phá hủy nặng nề trong chiến tranh. Phần chính của cung điện (Kyūden), nơi đặt Tổng hành dinh Quân đội Đế quốc bị tàn phá nặng bởi bom máy bay, ngay cả khi đây là một vị trí cấm thả bom theo mệnh lệnh của Quân đội Không quân Hoa Kỳ.
Nhật hoàng Hirohito sau khi nhìn thấy hậu quả của trận oanh tạc vào tháng 3 năm 1945, được cho là đã bắt đầu các cuộc vận động cá nhân nhằm thúc đẩy hòa bình, kết quả là Sự đầu hàng của Nhật Bản vào 5 tháng sau đó.
Sau chiến tranh, thành phố Tokyo gặp phải vô vàn khó khăn trong việc tái thiết. Trong giai đoạn kéo dài từ năm 1945 đến năm 1946, thành phố được nhận phần trăm ngân sách tương đương với lượng bom đã trút xuống đây (26.6%), nhưng vào các năm sau ngân sách phân bổ cho thành phố bị cắt giảm để dành cho các nơi khác. Đến năm 1949, Tokyo chỉ nhận được 10.9% trong tổng ngân sách; tại thời điểm đó lạm phát đã làm giảm giá trị của đồng tiền Nhật bởi số tiền chính phủ chi tiêu đã vượt quá số tiền thu được từ thuế. Ban cố vấn Chính quyền chiếm đóng Nhật Bản thông qua đề nghị của Joseph Dodge quyết định bỏ qua việc tái thiết và tập trung vào xây dựng và cải thiện đường sá và vận chuyển. Thành phố Tokyo cũng không trải qua giai đoạn tăng trưởng nhanh của Nhật cho đến thập niên 1950.
Những quả bom không phát nổ vẫn được tìm thấy và đã được vô hiệu hóa ở Nhật Bản đến cuối năm 2009.

## Thông tin thêm

### Sách
- Coffey, Thomas M. (1987). Iron Eagle: The Turbulent Life of General Curtis LeMay. Random House Value Publishing. ISBN 0-517-55188-8.
- Crane, Conrad C. (1994). The cigar that brought the fire wind: Curtis LeMay and the strategic bombing of Japan. JGSDF-U.S. Army Military History Exchange. ASIN B0006PGEIQ.
- Frank, Richard B. (2001). Downfall: The End of the Imperial Japanese Empire. Penguin. ISBN 0141001461.
- Grayling, A. C. (2007). Among the Dead Cities: The History and Moral Legacy of the WWII Bombing of Civilians in Germany and Japan. New York: Walker Publishing Company Inc. ISBN 0-8027-1565-6.
- Greer, Ron (2005). Fire from the Sky: A Diary Over Japan. Jacksonville, Arkansas, U.S.A.: Greer Publishing. ISBN 0-9768712-0-3.
- Guillian, Robert (1982). I Saw Tokyo Burning: An Eyewitness Narrative from Pearl Harbor to Hiroshima. Jove Pubns. ISBN 0-86721-223-3.
- Hoyt, Edwin P. (2000). Inferno: The Fire Bombing of Japan, March 9 – ngày 15 tháng 8 năm 1945. Madison Books. ISBN 1568331495.
- Jablonski, Edward (1971). "Air War Against Japan". Airwar Outraged Skies/Wings of Fire. An Illustrated history of Air power in the Second World War. Doubleday. ASIN B000NGPMSQ.
- Lemay, Curtis E. (1988). Superfortress: The Story of the B-29 and American Air Power. Bill Yenne. Công ty McGraw-Hill. ISBN 0-07-037164-4.
- McGowen, Tom (2001). Air Raid!: The Bombing Campaign. Brookfield, Connecticut, U.S.A.: Twenty-First Century Books. ISBN 0-7613-1810-0.
- Shannon, Donald H. (1976). United States air strategy and doctrine as employed in the strategic bombing of Japan. U.S. Air University, Air War College. ASIN B0006WCQ86.
- Smith, Jim (2002). The Last Mission: The Secret History of World War II's Final Battle. Malcolm Mcconnell. Broadway. ISBN 0767907787.
- Werrell, Kenneth P. (1998). Blankets of Fire. Smithsonian. ISBN 1560988711.

### Web
- 67 thành phố Nhật Bản bị đánh bom trong Thế chiến II.
- B29 Air Raid on Japanese Cities Lưu trữ ngày 3 tháng 9 năm 2006 tại Wayback Machine, và hình ảnh.
- Quân đội Không quân Hoa Kỳ trong Thế chiến II.
- The Center of the Tokyo Raid and War Damages / Giới thiệu Lưu trữ ngày 4 tháng 3 năm 2016 tại Wayback Machine.
- Barrell, Tony (1997). "Tokyo's Burning". ABC Online. Australian Broadcasting Corporation. Truy cập ngày 3 tháng 11 năm 2006. Transcript of a radio documentary/commentary on the Tokyo firebombing with excerpts from interviews with participants and witnesses.
- Craven, Wesley Frank. "tập 5: The Pacific: Matterhorn to Nagasaki, tháng 6-1944 đến tháng 8-1945". The Army Air Forces in World War II. James Lea Cate. Văn phòng lịch sử Không quân Hoa Kỳ. Truy cập ngày 12 tháng 12 năm 2025. {{Chú thích web}}: Kiểm tra giá trị ngày tháng trong: |access-date= (trợ giúp); Đã bỏ qua tham số không rõ |accessyear= (gợi ý |access-date=) (trợ giúp)
- Hansell, Jr., Haywood S. (1986). "The Strategic Air War Against Germany and Japan: A Memoir". Project Warrior Studies. Văn phòng lịch sử Không quân Hoa Kỳ. Truy cập ngày 12 tháng 12 năm 2025. {{Chú thích web}}: Kiểm tra giá trị ngày tháng trong: |access-date= (trợ giúp); Đã bỏ qua tham số không rõ |accessyear= (gợi ý |access-date=) (trợ giúp)